# Estnisk stövare
Estnisk stövare (estniska eesti hagijas) är en hundras från Estland vilken i Sverige räknas som en stövare.
Liksom andra stövare är denna jakthund en drivande hund av braquetyp. Före första världskriget användes huvudsakligen brittiska foxhounds och finska stövare tillsammans med drivande hundar från Ryssland och Polen, samt korsningar mellan dessa, till jakt i Estland. Under mellankrigstiden ville man få fram mindre och mer långsamdrivande hundar för löshundsjakt, då korsades beagle, tax och schweiziska stövare in tillsammans med lokala stammar av jakthundar. Efter andra världskriget påbörjades arbetet med att restaurera den estniska stövaren och göra typen mer homogen. 1954 godkändes rasen i dåvarande Sovjetunionen.
Som typ påminner den om hamiltonstövaren men är grövre byggd och mer lågställd.